# Wojciech Kruczek
Wojciech Kruczek (ur. 16 lutego 1977 w Wodzisławiu Śląskim) – oficer Państwowej Straży Pożarnej w stopniu nadbrygadiera.
Od 27 lutego 2025 Komendant Główny Państwowej Straży Pożarnej. Od 1 lutego 2024 do 26 lutego 2025 Komendant Wojewódzki PSP w Katowicach.

## Służba
Urodził się 16 lutego 1977 r. w Wodzisławiu Śląskim. W 1996, podjął naukę w Szkole Głównej Służby Pożarniczej w Warszawie, jako słuchacz-podchorąży. Po ukończeniu szkoły uzyskał tytuł inżyniera pożarnictwa. Od 2000 r. pracował w Komendzie Miejskiej PSP w Jastrzębiu-Zdroju. Jednocześnie kontynuował naukę w SGSP, którą w 2002 roku ukończył z tytułem magistra inżyniera pożarnictwa. W 2003 r. został zastępcą dowódcy Jednostki Ratowniczo-Gaśniczej. W grudniu 2017 roku powołany został na stanowisko Komendanta Miejskiego PSP w Rybniku. Od 1 lutego 2024 r. był Śląskim Komendantem Wojewódzkim PSP w Katowicach. 
27 lutego 2025 r. powołany przez premiera Donalda Tuska na wniosek Ministra Spraw Wewnętrznych i Administracji Tomasza Siemoniaka na stanowisko Komendanta Głównego Państwowej Straży Pożarnej.

## Odznaczenia
- Brązowy Krzyż Zasługi (2025)[3]
- Srebrny Medal za Długoletnią Służbę (2023)[1]
- Srebrny Medal „Za Zasługi dla Pożarnictwa” (2016)[1]
- Srebrna Odznaka „Zasłużony dla Ochrony Przeciwpożarowej” (2021)[1]
- Srebrny Medal za Zasługi dla Policji (2025)[4]
- Odznaką Honorową Zasłużony dla Ochrony Przeciwpożarowej Powiatu Wodzisławskiego (2023)[1]
- Złotym Medalem za Zasługi dla WOPR (2024)[1]